# Incendios del Alto Ampurdán de 2012

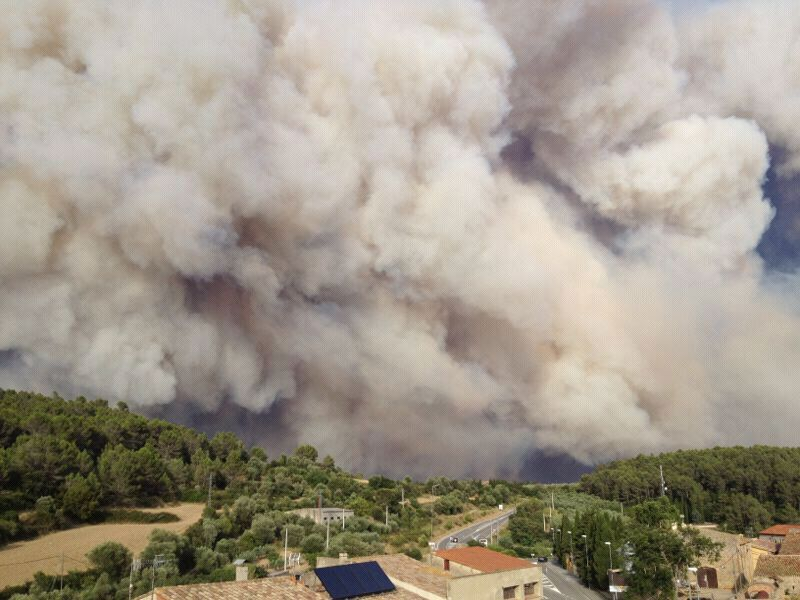
El humo del incendio sobre la población de Terradas.

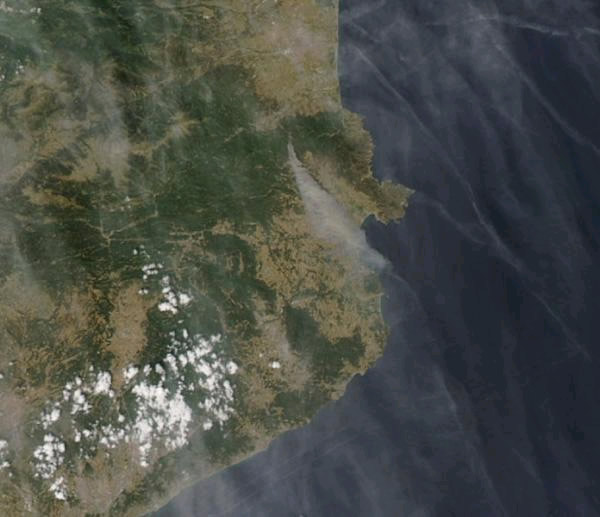
Fotografía del incendio desde un satélite de la NASA.

Los incendios del Alto Ampurdán de 2012 consistieron en dos incendios (iniciados en La Junquera (Gerona) y en Portbou (Gerona)) que afectaron a las comarcas gerundenses de España iniciados el 22 de julio de 2012 y que provocaron 4 muertos, 3 heridos muy graves y 6 heridos graves en más de 13.000 hectáreas quemadas y muchas viviendas desalojadas. También 3.200 abonados se quedaron sin luz y 1.700 sin teléfono.

## Causas
El Presidente de la Generalidad de Cataluña, Artur Mas, se desplazó al Parque de Bomberos de Figueras (Gerona) la medianoche del día de la declaración del incendio, y alertó de que el desastre había sido provocado por una imprudencia. De hecho, nació cerca de la N-II. El consejero de Interior, Felip Puig, declaró que el incendio (al igual que lo ocurrido en Portbou) habría comenzado en el arcén de la carretera. Algunos responsables de la extinción achacan la prontitud en señalar esta causa por parte de altos cargos políticos, con la investigación aún en curso, a un interés por desviar la atención de los recortes y de la falta de medidas preventivas.

## Avance del fuego
Debido al intenso viento de Tramontana que soplaba dirección sur y la sequedad del ambiente se facilitó la propagación del fuego hacia el sur, afectando a bosques, pueblos, ciudades y carreteras. Complicándose las tareas de extinción y dejando una enorme columna de humo visible a kilómetros de distancia. La magnitud del desastre precisó de todas las ayudas de los bomberos de la Generalidad, bomberos de Francia y el Ejército español.

## Consecuencias
El fuego de La Junquera dejó un balance de dos muertos: el primero, al sufrir un paro cardíaco en la localidad de Llers (Gerona), tras verse atrapado por las llamas en el jardín de su casa (según la Guardia Urbana), y el segundo murió tras sufrir quemaduras en el 80% del cuerpo en una explosión de unos depósitos de gasolina en Agullana(Gerona). También hay actualmente al menos ocho heridos ingresados, seis de ellas graves. A esto hay que contar varios evacuados de la parte norte de La Junquera (Gerona)  y de algunas masías y urbanizaciones lejanos de los núcleos urbanos del Alto Ampurdán.
En cuanto se declaró el incendio, se cortaron la AP-7 y la N-II, así como diversas vías comarcales y la línea del AVE en La Junquera (Gerona). Debido al incendio, Fecsa-Endesa calcula que hubo más de 3.000 abonados de 21 municipios sin suministro eléctrico.
Las autoridades pidieron el confinamiento de toda la población del Alto Ampurdán desde la tarde del día 22. Unas 1.300 personas pasaron la noche del 22 al 23 en pabellones de todas las comarcas gerundenses. La magnitud del incendio fue tal que incluso durante el día 23 de julio, debido a cambios de viento en la Barcelona a unos 100 km al sur del incendio, la atmósfera registraba partículas en suspensión y el olor a materia quemada era evidente.